# Liste des communes de la Corrèze
Pour les autres listes de communes françaises, voir Listes des communes de France.
| - La Corrèze en France métropolitaine. - Carte des communes de la Corrèze. |

Cette page liste les 277 communes du département français de la Corrèze au 1er janvier 2025.

## Historique
Jusqu'en 1972, le département de la Corrèze comptait 289 communes.
- Au 1er janvier 1973, la Corrèze compte 288 communes, Saint-Dézery est rattachée à la commune d'Ussel sous la forme d'une fusion-association.
- Au 1er janvier 1977, La Tourette est rattachée à la commune d'Ussel sous la forme d'une fusion-association, diminuant le nombre de communes à 287 dans le département.
- Au 1er janvier 2016, ce nombre descend à 285 avec la création de la commune nouvelle de Malemort (fusion de Malemort-sur-Corrèze et Venarsal).
- Au 1er janvier 2017, la Corrèze compte 283 communes à la suite de la création des communes nouvelles de Sarroux - Saint Julien (fusion de Sarroux et Saint-Julien-près-Bort) et d'Argentat-sur-Dordogne (fusion d'Argentat et Saint-Bazile-de-la-Roche).
- Au 1er janvier 2019, le nombre de communes dans le département s'établit à 280 à la suite de la création des communes nouvelles de Laguenne-sur-Avalouze (fusion de Saint-Bonnet-Avalouze et Laguenne) et de Lagarde-Marc-la-Tour (fusion de Marc-la-Tour et Lagarde-Enval) et de la fusion de Brivezac avec Beaulieu-sur-Dordogne.
- Au 1er janvier 2022, le nombre de communes du département descend à 279 à la suite de la fusion de Montaignac-Saint-Hippolyte et Le Jardin pour former la commune nouvelle de Montaignac-sur-Doustre.
- Au 1er janvier 2025, le nombre de communes du département descend à 277 à la suite de la fusion de Saint-Martin-Sepert, Saint-Pardoux-Corbier et Saint-Ybard pour former la commune nouvelle des Trois-Saints.

## Liste des communes
Le tableau suivant donne la liste des communes au 1er janvier 2025, en précisant leur code Insee, leur code postal principal, leur arrondissement, leur canton, leur intercommunalité, leur superficie, leur population et leur densité, d'après les chiffres de l'Insee issus du recensement 2022,.
| Nom                             | Code Insee | Code postal | Arrondissement     | Canton                                                                              | Intercommunalité                        | Superficie (km2) | Population (dernière pop. légale) | Densité (hab./km2) | Modifier                                    |
| ------------------------------- | ---------- | ----------- | ------------------ | ----------------------------------------------------------------------------------- | --------------------------------------- | ---------------- | --------------------------------- | ------------------ | ------------------------------------------- |
| Tulle (préfecture)              | 19272      | 19000       | Tulle              | Tulle                                                                               | CA Tulle Agglo                          | 24,44            | 13 602 (2022)                     | 557                | modifier les données · modifier les données |
| Affieux                         | 19001      | 19260       | Tulle              | Seilhac-Monédières                                                                  | CC Vézère-Monédières-Millesources       | 30,19            | 376 (2022)                        | 12                 | modifier les données · modifier les données |
| Aix                             | 19002      | 19200       | Ussel              | Ussel                                                                               | CC Haute-Corrèze Communauté             | 48,02            | 367 (2022)                        | 7,6                | modifier les données · modifier les données |
| Albignac                        | 19003      | 19190       | Brive-la-Gaillarde | Midi Corrézien                                                                      | CC Midi Corrézien                       | 9,74             | 235 (2022)                        | 24                 | modifier les données · modifier les données |
| Albussac                        | 19004      | 19380       | Tulle              | Argentat-sur-Dordogne                                                               | CC Xaintrie Val'Dordogne                | 36,26            | 730 (2022)                        | 20                 | modifier les données · modifier les données |
| Allassac                        | 19005      | 19240       | Brive-la-Gaillarde | Allassac                                                                            | CA du Bassin de Brive                   | 39,01            | 4 050 (2022)                      | 104                | modifier les données · modifier les données |
| Alleyrat                        | 19006      | 19200       | Ussel              | Plateau de Millevaches                                                              | CC Haute-Corrèze Communauté             | 14,76            | 103 (2022)                        | 7,0                | modifier les données · modifier les données |
| Altillac                        | 19007      | 19120       | Brive-la-Gaillarde | Argentat-sur-Dordogne                                                               | CC Midi Corrézien                       | 25,23            | 827 (2022)                        | 33                 | modifier les données · modifier les données |
| Ambrugeat                       | 19008      | 19250       | Ussel              | Plateau de Millevaches                                                              | CC Haute-Corrèze Communauté             | 29,57            | 209 (2022)                        | 7,1                | modifier les données · modifier les données |
| Les Angles-sur-Corrèze          | 19009      | 19000       | Tulle              | Naves                                                                               | CA Tulle Agglo                          | 4,73             | 126 (2022)                        | 27                 | modifier les données · modifier les données |
| Argentat-sur-Dordogne           | 19010      | 19320 19400 | Tulle              | Argentat-sur-Dordogne                                                               | CC Xaintrie Val'Dordogne                | 29,57            | 2 857 (2022)                      | 97                 | modifier les données · modifier les données |
| Arnac-Pompadour                 | 19011      | 19230       | Brive-la-Gaillarde | Uzerche                                                                             | CC du Pays de Lubersac-Pompadour        | 15,09            | 1 206 (2022)                      | 80                 | modifier les données · modifier les données |
| Astaillac                       | 19012      | 19120       | Brive-la-Gaillarde | Midi Corrézien                                                                      | CC Midi Corrézien                       | 7,35             | 207 (2022)                        | 28                 | modifier les données · modifier les données |
| Aubazines                       | 19013      | 19190       | Brive-la-Gaillarde | Midi Corrézien                                                                      | CC Midi Corrézien                       | 14,10            | 860 (2022)                        | 61                 | modifier les données · modifier les données |
| Auriac                          | 19014      | 19220       | Tulle              | Argentat-sur-Dordogne                                                               | CC Xaintrie Val'Dordogne                | 34,89            | 219 (2022)                        | 6,3                | modifier les données · modifier les données |
| Ayen                            | 19015      | 19310       | Brive-la-Gaillarde | L'Yssandonnais                                                                      | CA du Bassin de Brive                   | 13,16            | 712 (2022)                        | 54                 | modifier les données · modifier les données |
| Bar                             | 19016      | 19800       | Tulle              | Naves                                                                               | CA Tulle Agglo                          | 20,82            | 307 (2022)                        | 15                 | modifier les données · modifier les données |
| Bassignac-le-Bas                | 19017      | 19430       | Tulle              | Argentat-sur-Dordogne                                                               | CC Xaintrie Val'Dordogne                | 12,29            | 82 (2022)                         | 6,7                | modifier les données · modifier les données |
| Bassignac-le-Haut               | 19018      | 19220       | Tulle              | Argentat-sur-Dordogne                                                               | CC Xaintrie Val'Dordogne                | 18,37            | 152 (2022)                        | 8,3                | modifier les données · modifier les données |
| Beaulieu-sur-Dordogne           | 19019      | 19120       | Brive-la-Gaillarde | Midi Corrézien                                                                      | CC Midi Corrézien                       | 16,89            | 1 310 (2022)                      | 78                 | modifier les données · modifier les données |
| Beaumont                        | 19020      | 19390       | Tulle              | Seilhac-Monédières                                                                  | CA Tulle Agglo                          | 10,90            | 115 (2022)                        | 11                 | modifier les données · modifier les données |
| Bellechassagne                  | 19021      | 19290       | Ussel              | Plateau de Millevaches                                                              | CC Haute-Corrèze Communauté             | 13,34            | 100 (2022)                        | 7,5                | modifier les données · modifier les données |
| Benayes                         | 19022      | 19510       | Brive-la-Gaillarde | Uzerche                                                                             | CC du Pays de Lubersac-Pompadour        | 23,12            | 222 (2022)                        | 9,6                | modifier les données · modifier les données |
| Beynat                          | 19023      | 19190       | Brive-la-Gaillarde | Midi Corrézien                                                                      | CC Midi Corrézien                       | 34,84            | 1 281 (2022)                      | 37                 | modifier les données · modifier les données |
| Beyssac                         | 19024      | 19230       | Brive-la-Gaillarde | Uzerche                                                                             | CC du Pays de Lubersac-Pompadour        | 21,32            | 487 (2022)                        | 23                 | modifier les données · modifier les données |
| Beyssenac                       | 19025      | 19230       | Brive-la-Gaillarde | Uzerche                                                                             | CC du Pays de Lubersac-Pompadour        | 18,30            | 356 (2022)                        | 19                 | modifier les données · modifier les données |
| Bilhac                          | 19026      | 19120       | Brive-la-Gaillarde | Midi Corrézien                                                                      | CC Midi Corrézien                       | 6,99             | 246 (2022)                        | 35                 | modifier les données · modifier les données |
| Bonnefond                       | 19027      | 19170       | Tulle              | Plateau de Millevaches                                                              | CC Vézère-Monédières-Millesources       | 45,06            | 114 (2022)                        | 2,5                | modifier les données · modifier les données |
| Bort-les-Orgues                 | 19028      | 19110       | Ussel              | Haute-Dordogne                                                                      | CC Haute-Corrèze Communauté             | 15,07            | 2 487 (2022)                      | 165                | modifier les données · modifier les données |
| Branceilles                     | 19029      | 19500       | Brive-la-Gaillarde | Midi Corrézien                                                                      | CC Midi Corrézien                       | 11,59            | 276 (2022)                        | 24                 | modifier les données · modifier les données |
| Brignac-la-Plaine               | 19030      | 19310       | Brive-la-Gaillarde | L'Yssandonnais                                                                      | CA du Bassin de Brive                   | 18,72            | 967 (2022)                        | 52                 | modifier les données · modifier les données |
| Brive-la-Gaillarde              | 19031      | 19100       | Brive-la-Gaillarde | Brive-la-Gaillarde-1 Brive-la-Gaillarde-2 Brive-la-Gaillarde-3 Brive-la-Gaillarde-4 | CA du Bassin de Brive                   | 48,59            | 46 769 (2022)                     | 963                | modifier les données · modifier les données |
| Bugeat                          | 19033      | 19170       | Tulle              | Plateau de Millevaches                                                              | CC Vézère-Monédières-Millesources       | 30,99            | 741 (2022)                        | 24                 | modifier les données · modifier les données |
| Camps-Saint-Mathurin-Léobazel   | 19034      | 19430       | Tulle              | Argentat-sur-Dordogne                                                               | CC Xaintrie Val'Dordogne                | 34,08            | 208 (2022)                        | 6,1                | modifier les données · modifier les données |
| Chabrignac                      | 19035      | 19350       | Brive-la-Gaillarde | L'Yssandonnais                                                                      | CA du Bassin de Brive                   | 11,04            | 528 (2022)                        | 48                 | modifier les données · modifier les données |
| Chamberet                       | 19036      | 19370       | Tulle              | Seilhac-Monédières                                                                  | CC Vézère-Monédières-Millesources       | 69,85            | 1 422 (2022)                      | 20                 | modifier les données · modifier les données |
| Chamboulive                     | 19037      | 19450       | Tulle              | Seilhac-Monédières                                                                  | CA Tulle Agglo                          | 46,80            | 1 158 (2022)                      | 25                 | modifier les données · modifier les données |
| Chameyrat                       | 19038      | 19330       | Tulle              | Naves                                                                               | CA Tulle Agglo                          | 18,95            | 1 492 (2022)                      | 79                 | modifier les données · modifier les données |
| Champagnac-la-Noaille           | 19039      | 19320       | Ussel              | Égletons                                                                            | CC de Ventadour - Égletons - Monédières | 25,47            | 230 (2022)                        | 9,0                | modifier les données · modifier les données |
| Champagnac-la-Prune             | 19040      | 19320       | Tulle              | Sainte-Fortunade                                                                    | CA Tulle Agglo                          | 13,27            | 150 (2022)                        | 11                 | modifier les données · modifier les données |
| Chanac-les-Mines                | 19041      | 19150       | Tulle              | Sainte-Fortunade                                                                    | CA Tulle Agglo                          | 13,26            | 421 (2022)                        | 32                 | modifier les données · modifier les données |
| Chanteix                        | 19042      | 19330       | Tulle              | Seilhac-Monédières                                                                  | CA Tulle Agglo                          | 19,47            | 615 (2022)                        | 32                 | modifier les données · modifier les données |
| La Chapelle-aux-Brocs           | 19043      | 19360       | Brive-la-Gaillarde | Brive-la-Gaillarde-3                                                                | CA du Bassin de Brive                   | 4,99             | 460 (2022)                        | 92                 | modifier les données · modifier les données |
| La Chapelle-aux-Saints          | 19044      | 19120       | Brive-la-Gaillarde | Midi Corrézien                                                                      | CC Midi Corrézien                       | 4,72             | 260 (2022)                        | 55                 | modifier les données · modifier les données |
| La Chapelle-Saint-Géraud        | 19045      | 19430       | Tulle              | Argentat-sur-Dordogne                                                               | CC Xaintrie Val'Dordogne                | 17,59            | 196 (2022)                        | 11                 | modifier les données · modifier les données |
| Chapelle-Spinasse               | 19046      | 19300       | Ussel              | Égletons                                                                            | CC de Ventadour - Égletons - Monédières | 5,89             | 113 (2022)                        | 19                 | modifier les données · modifier les données |
| Chartrier-Ferrière              | 19047      | 19600       | Brive-la-Gaillarde | Saint-Pantaléon-de-Larche                                                           | CA du Bassin de Brive                   | 15,16            | 377 (2022)                        | 25                 | modifier les données · modifier les données |
| Le Chastang                     | 19048      | 19190       | Tulle              | Sainte-Fortunade                                                                    | CA Tulle Agglo                          | 7,87             | 348 (2022)                        | 44                 | modifier les données · modifier les données |
| Chasteaux                       | 19049      | 19600       | Brive-la-Gaillarde | Saint-Pantaléon-de-Larche                                                           | CA du Bassin de Brive                   | 18,75            | 747 (2022)                        | 40                 | modifier les données · modifier les données |
| Chauffour-sur-Vell              | 19050      | 19500       | Brive-la-Gaillarde | Midi Corrézien                                                                      | CC Midi Corrézien                       | 7,19             | 413 (2022)                        | 57                 | modifier les données · modifier les données |
| Chaumeil                        | 19051      | 19390       | Ussel              | Égletons                                                                            | CC de Ventadour - Égletons - Monédières | 31,70            | 166 (2022)                        | 5,2                | modifier les données · modifier les données |
| Chavanac                        | 19052      | 19290       | Ussel              | Plateau de Millevaches                                                              | CC Haute-Corrèze Communauté             | 9,85             | 49 (2022)                         | 5,0                | modifier les données · modifier les données |
| Chaveroche                      | 19053      | 19200       | Ussel              | Plateau de Millevaches                                                              | CC Haute-Corrèze Communauté             | 18,26            | 272 (2022)                        | 15                 | modifier les données · modifier les données |
| Chenailler-Mascheix             | 19054      | 19120       | Brive-la-Gaillarde | Midi Corrézien                                                                      | CC Midi Corrézien                       | 15,82            | 214 (2022)                        | 14                 | modifier les données · modifier les données |
| Chirac-Bellevue                 | 19055      | 19160       | Ussel              | Haute-Dordogne                                                                      | CC Haute-Corrèze Communauté             | 20,65            | 277 (2022)                        | 13                 | modifier les données · modifier les données |
| Clergoux                        | 19056      | 19320       | Tulle              | Sainte-Fortunade                                                                    | CA Tulle Agglo                          | 16,11            | 411 (2022)                        | 26                 | modifier les données · modifier les données |
| Collonges-la-Rouge              | 19057      | 19500       | Brive-la-Gaillarde | Midi Corrézien                                                                      | CC Midi Corrézien                       | 14,31            | 478 (2022)                        | 33                 | modifier les données · modifier les données |
| Combressol                      | 19058      | 19250       | Ussel              | Plateau de Millevaches                                                              | CC Haute-Corrèze Communauté             | 25,43            | 385 (2022)                        | 15                 | modifier les données · modifier les données |
| Concèze                         | 19059      | 19350       | Brive-la-Gaillarde | L'Yssandonnais                                                                      | CC du Pays de Lubersac-Pompadour        | 13,44            | 384 (2022)                        | 29                 | modifier les données · modifier les données |
| Condat-sur-Ganaveix             | 19060      | 19140       | Tulle              | Uzerche                                                                             | CC du Pays d'Uzerche                    | 37,52            | 648 (2022)                        | 17                 | modifier les données · modifier les données |
| Confolent-Port-Dieu             | 19167      | 19200       | Ussel              | Haute-Dordogne                                                                      | CC Haute-Corrèze Communauté             | 8,47             | 41 (2022)                         | 4,8                | modifier les données · modifier les données |
| Cornil                          | 19061      | 19150       | Tulle              | Sainte-Fortunade                                                                    | CA Tulle Agglo                          | 19,66            | 1 283 (2022)                      | 65                 | modifier les données · modifier les données |
| Corrèze                         | 19062      | 19800       | Tulle              | Naves                                                                               | CA Tulle Agglo                          | 34,16            | 1 173 (2022)                      | 34                 | modifier les données · modifier les données |
| Cosnac                          | 19063      | 19360       | Brive-la-Gaillarde | Brive-la-Gaillarde-3                                                                | CA du Bassin de Brive                   | 19,98            | 3 042 (2022)                      | 152                | modifier les données · modifier les données |
| Couffy-sur-Sarsonne             | 19064      | 19340       | Ussel              | Ussel                                                                               | CC Haute-Corrèze Communauté             | 14,05            | 71 (2022)                         | 5,1                | modifier les données · modifier les données |
| Courteix                        | 19065      | 19340       | Ussel              | Ussel                                                                               | CC Haute-Corrèze Communauté             | 10,09            | 64 (2022)                         | 6,3                | modifier les données · modifier les données |
| Cublac                          | 19066      | 19520       | Brive-la-Gaillarde | Saint-Pantaléon-de-Larche                                                           | CA du Bassin de Brive                   | 20,18            | 1 730 (2022)                      | 86                 | modifier les données · modifier les données |
| Curemonte                       | 19067      | 19500       | Brive-la-Gaillarde | Midi Corrézien                                                                      | CC Midi Corrézien                       | 8,83             | 215 (2022)                        | 24                 | modifier les données · modifier les données |
| Dampniat                        | 19068      | 19360       | Brive-la-Gaillarde | Malemort                                                                            | CA du Bassin de Brive                   | 15,38            | 707 (2022)                        | 46                 | modifier les données · modifier les données |
| Darazac                         | 19069      | 19220       | Tulle              | Argentat-sur-Dordogne                                                               | CC Xaintrie Val'Dordogne                | 14,55            | 144 (2022)                        | 9,9                | modifier les données · modifier les données |
| Darnets                         | 19070      | 19300       | Ussel              | Plateau de Millevaches                                                              | CC de Ventadour - Égletons - Monédières | 25,42            | 309 (2022)                        | 12                 | modifier les données · modifier les données |
| Davignac                        | 19071      | 19250       | Ussel              | Plateau de Millevaches                                                              | CC Haute-Corrèze Communauté             | 30,14            | 233 (2022)                        | 7,7                | modifier les données · modifier les données |
| Donzenac                        | 19072      | 19270       | Brive-la-Gaillarde | Allassac                                                                            | CA du Bassin de Brive                   | 24,24            | 2 714 (2022)                      | 112                | modifier les données · modifier les données |
| Égletons                        | 19073      | 19300       | Ussel              | Égletons                                                                            | CC de Ventadour - Égletons - Monédières | 16,85            | 4 336 (2022)                      | 257                | modifier les données · modifier les données |
| L'Église-aux-Bois               | 19074      | 19170       | Tulle              | Seilhac-Monédières                                                                  | CC Vézère-Monédières-Millesources       | 16,20            | 51 (2022)                         | 3,1                | modifier les données · modifier les données |
| Espagnac                        | 19075      | 19150       | Tulle              | Sainte-Fortunade                                                                    | CA Tulle Agglo                          | 23,63            | 381 (2022)                        | 16                 | modifier les données · modifier les données |
| Espartignac                     | 19076      | 19140       | Tulle              | Uzerche                                                                             | CC du Pays d'Uzerche                    | 14,03            | 409 (2022)                        | 29                 | modifier les données · modifier les données |
| Estivals                        | 19077      | 19600       | Brive-la-Gaillarde | Saint-Pantaléon-de-Larche                                                           | CA du Bassin de Brive                   | 8,88             | 136 (2022)                        | 15                 | modifier les données · modifier les données |
| Estivaux                        | 19078      | 19410       | Brive-la-Gaillarde | Allassac                                                                            | CA du Bassin de Brive                   | 16,58            | 408 (2022)                        | 25                 | modifier les données · modifier les données |
| Eyburie                         | 19079      | 19140       | Tulle              | Uzerche                                                                             | CC du Pays d'Uzerche                    | 29,14            | 488 (2022)                        | 17                 | modifier les données · modifier les données |
| Eygurande                       | 19080      | 19340       | Ussel              | Ussel                                                                               | CC Haute-Corrèze Communauté             | 34,37            | 684 (2022)                        | 20                 | modifier les données · modifier les données |
| Eyrein                          | 19081      | 19800       | Tulle              | Sainte-Fortunade                                                                    | CA Tulle Agglo                          | 26,39            | 510 (2022)                        | 19                 | modifier les données · modifier les données |
| Favars                          | 19082      | 19330       | Tulle              | Naves                                                                               | CA Tulle Agglo                          | 11,88            | 1 121 (2022)                      | 94                 | modifier les données · modifier les données |
| Feyt                            | 19083      | 19340       | Ussel              | Ussel                                                                               | CC Haute-Corrèze Communauté             | 19,56            | 112 (2022)                        | 5,7                | modifier les données · modifier les données |
| Forgès                          | 19084      | 19380       | Tulle              | Argentat-sur-Dordogne                                                               | CC Xaintrie Val'Dordogne                | 10,43            | 258 (2022)                        | 25                 | modifier les données · modifier les données |
| Gimel-les-Cascades              | 19085      | 19800       | Tulle              | Naves                                                                               | CA Tulle Agglo                          | 20,86            | 765 (2022)                        | 37                 | modifier les données · modifier les données |
| Goulles                         | 19086      | 19430       | Tulle              | Argentat-sur-Dordogne                                                               | CC Xaintrie Val'Dordogne                | 33,40            | 327 (2022)                        | 9,8                | modifier les données · modifier les données |
| Gourdon-Murat                   | 19087      | 19170       | Tulle              | Plateau de Millevaches                                                              | CC Vézère-Monédières-Millesources       | 15,81            | 85 (2022)                         | 5,4                | modifier les données · modifier les données |
| Grandsaigne                     | 19088      | 19300       | Tulle              | Plateau de Millevaches                                                              | CC Vézère-Monédières-Millesources       | 19,92            | 48 (2022)                         | 2,4                | modifier les données · modifier les données |
| Gros-Chastang                   | 19089      | 19320       | Tulle              | Sainte-Fortunade                                                                    | CA Tulle Agglo                          | 13,37            | 184 (2022)                        | 14                 | modifier les données · modifier les données |
| Gumond                          | 19090      | 19320       | Tulle              | Sainte-Fortunade                                                                    | CA Tulle Agglo                          | 9,87             | 99 (2022)                         | 10                 | modifier les données · modifier les données |
| Hautefage                       | 19091      | 19400       | Tulle              | Argentat-sur-Dordogne                                                               | CC Xaintrie Val'Dordogne                | 24,06            | 316 (2022)                        | 13                 | modifier les données · modifier les données |
| Jugeals-Nazareth                | 19093      | 19500       | Brive-la-Gaillarde | Saint-Pantaléon-de-Larche                                                           | CA du Bassin de Brive                   | 10,95            | 951 (2022)                        | 87                 | modifier les données · modifier les données |
| Juillac                         | 19094      | 19350       | Brive-la-Gaillarde | L'Yssandonnais                                                                      | CA du Bassin de Brive                   | 33,14            | 1 147 (2022)                      | 35                 | modifier les données · modifier les données |
| Lacelle                         | 19095      | 19170       | Tulle              | Seilhac-Monédières                                                                  | CC Vézère-Monédières-Millesources       | 20,58            | 136 (2022)                        | 6,6                | modifier les données · modifier les données |
| Ladignac-sur-Rondelles          | 19096      | 19150       | Tulle              | Sainte-Fortunade                                                                    | CA Tulle Agglo                          | 10,18            | 405 (2022)                        | 40                 | modifier les données · modifier les données |
| Lafage-sur-Sombre               | 19097      | 19320       | Ussel              | Égletons                                                                            | CC de Ventadour - Égletons - Monédières | 18,94            | 135 (2022)                        | 7,1                | modifier les données · modifier les données |
| Lagarde-Marc-la-Tour            | 19098      | 19150       | Tulle              | Sainte-Fortunade                                                                    | CA Tulle Agglo                          | 28,14            | 935 (2022)                        | 33                 | modifier les données · modifier les données |
| Lagleygeolle                    | 19099      | 19500       | Brive-la-Gaillarde | Midi Corrézien                                                                      | CC Midi Corrézien                       | 19,54            | 224 (2022)                        | 11                 | modifier les données · modifier les données |
| Lagraulière                     | 19100      | 19700       | Tulle              | Seilhac-Monédières                                                                  | CA Tulle Agglo                          | 30,75            | 1 189 (2022)                      | 39                 | modifier les données · modifier les données |
| Laguenne-sur-Avalouze           | 19101      | 19150       | Tulle              | Sainte-Fortunade                                                                    | CA Tulle Agglo                          | 12,15            | 1 565 (2022)                      | 129                | modifier les données · modifier les données |
| Lamazière-Basse                 | 19102      | 19160       | Ussel              | Haute-Dordogne                                                                      | CC Haute-Corrèze Communauté             | 44,04            | 281 (2022)                        | 6,4                | modifier les données · modifier les données |
| Lamazière-Haute                 | 19103      | 19340       | Ussel              | Ussel                                                                               | CC Haute-Corrèze Communauté             | 15,31            | 66 (2022)                         | 4,3                | modifier les données · modifier les données |
| Lamongerie                      | 19104      | 19510       | Tulle              | Uzerche                                                                             | CC du Pays d'Uzerche                    | 12,15            | 124 (2022)                        | 10                 | modifier les données · modifier les données |
| Lanteuil                        | 19105      | 19190       | Brive-la-Gaillarde | Midi Corrézien                                                                      | CC Midi Corrézien                       | 22,47            | 504 (2022)                        | 22                 | modifier les données · modifier les données |
| Lapleau                         | 19106      | 19550       | Ussel              | Égletons                                                                            | CC de Ventadour - Égletons - Monédières | 17,76            | 386 (2022)                        | 22                 | modifier les données · modifier les données |
| Larche                          | 19107      | 19600       | Brive-la-Gaillarde | Saint-Pantaléon-de-Larche                                                           | CA du Bassin de Brive                   | 5,74             | 1 654 (2022)                      | 288                | modifier les données · modifier les données |
| Laroche-près-Feyt               | 19108      | 19340       | Ussel              | Ussel                                                                               | CC Haute-Corrèze Communauté             | 17,24            | 79 (2022)                         | 4,6                | modifier les données · modifier les données |
| Lascaux                         | 19109      | 19130       | Brive-la-Gaillarde | L'Yssandonnais                                                                      | CA du Bassin de Brive                   | 7,26             | 226 (2022)                        | 31                 | modifier les données · modifier les données |
| Latronche                       | 19110      | 19160       | Ussel              | Haute-Dordogne                                                                      | CC Haute-Corrèze Communauté             | 19,79            | 114 (2022)                        | 5,8                | modifier les données · modifier les données |
| Laval-sur-Luzège                | 19111      | 19550       | Ussel              | Égletons                                                                            | CC de Ventadour - Égletons - Monédières | 16,94            | 102 (2022)                        | 6,0                | modifier les données · modifier les données |
| Lestards                        | 19112      | 19170       | Tulle              | Plateau de Millevaches                                                              | CC Vézère-Monédières-Millesources       | 18,52            | 115 (2022)                        | 6,2                | modifier les données · modifier les données |
| Liginiac                        | 19113      | 19160       | Ussel              | Haute-Dordogne                                                                      | CC Haute-Corrèze Communauté             | 28,53            | 657 (2022)                        | 23                 | modifier les données · modifier les données |
| Lignareix                       | 19114      | 19200       | Ussel              | Plateau de Millevaches                                                              | CC Haute-Corrèze Communauté             | 9,38             | 162 (2022)                        | 17                 | modifier les données · modifier les données |
| Ligneyrac                       | 19115      | 19500       | Brive-la-Gaillarde | Midi Corrézien                                                                      | CC Midi Corrézien                       | 8,36             | 293 (2022)                        | 35                 | modifier les données · modifier les données |
| Liourdres                       | 19116      | 19120       | Brive-la-Gaillarde | Midi Corrézien                                                                      | CC Midi Corrézien                       | 5,91             | 266 (2022)                        | 45                 | modifier les données · modifier les données |
| Lissac-sur-Couze                | 19117      | 19600       | Brive-la-Gaillarde | Saint-Pantaléon-de-Larche                                                           | CA du Bassin de Brive                   | 12,62            | 688 (2022)                        | 55                 | modifier les données · modifier les données |
| Le Lonzac                       | 19118      | 19470       | Tulle              | Seilhac-Monédières                                                                  | CA Tulle Agglo                          | 35,97            | 819 (2022)                        | 23                 | modifier les données · modifier les données |
| Lostanges                       | 19119      | 19500       | Brive-la-Gaillarde | Midi Corrézien                                                                      | CC Midi Corrézien                       | 9,47             | 152 (2022)                        | 16                 | modifier les données · modifier les données |
| Louignac                        | 19120      | 19310       | Brive-la-Gaillarde | L'Yssandonnais                                                                      | CA du Bassin de Brive                   | 21,91            | 244 (2022)                        | 11                 | modifier les données · modifier les données |
| Lubersac                        | 19121      | 19210       | Brive-la-Gaillarde | Uzerche                                                                             | CC du Pays de Lubersac-Pompadour        | 57,46            | 2 253 (2022)                      | 39                 | modifier les données · modifier les données |
| Madranges                       | 19122      | 19470       | Tulle              | Seilhac-Monédières                                                                  | CC Vézère-Monédières-Millesources       | 12,88            | 168 (2022)                        | 13                 | modifier les données · modifier les données |
| Malemort                        | 19123      | 19360       | Brive-la-Gaillarde | Malemort                                                                            | CA du Bassin de Brive                   | 19,65            | 7 995 (2022)                      | 407                | modifier les données · modifier les données |
| Mansac                          | 19124      | 19520       | Brive-la-Gaillarde | Saint-Pantaléon-de-Larche                                                           | CA du Bassin de Brive                   | 18,40            | 1 542 (2022)                      | 84                 | modifier les données · modifier les données |
| Marcillac-la-Croisille          | 19125      | 19320       | Ussel              | Égletons                                                                            | CC de Ventadour - Égletons - Monédières | 38,69            | 853 (2022)                        | 22                 | modifier les données · modifier les données |
| Marcillac-la-Croze              | 19126      | 19500       | Brive-la-Gaillarde | Midi Corrézien                                                                      | CC Midi Corrézien                       | 6,08             | 176 (2022)                        | 29                 | modifier les données · modifier les données |
| Margerides                      | 19128      | 19200       | Ussel              | Haute-Dordogne                                                                      | CC Haute-Corrèze Communauté             | 11,80            | 284 (2022)                        | 24                 | modifier les données · modifier les données |
| Masseret                        | 19129      | 19510       | Tulle              | Uzerche                                                                             | CC du Pays d'Uzerche                    | 13,55            | 670 (2022)                        | 49                 | modifier les données · modifier les données |
| Maussac                         | 19130      | 19250       | Ussel              | Plateau de Millevaches                                                              | CC Haute-Corrèze Communauté             | 13,78            | 446 (2022)                        | 32                 | modifier les données · modifier les données |
| Meilhards                       | 19131      | 19510       | Tulle              | Uzerche                                                                             | CC du Pays d'Uzerche                    | 44,99            | 538 (2022)                        | 12                 | modifier les données · modifier les données |
| Ménoire                         | 19132      | 19190       | Brive-la-Gaillarde | Midi Corrézien                                                                      | CC Midi Corrézien                       | 6,43             | 136 (2022)                        | 21                 | modifier les données · modifier les données |
| Mercœur                         | 19133      | 19430       | Tulle              | Argentat-sur-Dordogne                                                               | CC Xaintrie Val'Dordogne                | 29,94            | 232 (2022)                        | 7,7                | modifier les données · modifier les données |
| Merlines                        | 19134      | 19340       | Ussel              | Ussel                                                                               | CC Haute-Corrèze Communauté             | 14,07            | 726 (2022)                        | 52                 | modifier les données · modifier les données |
| Mestes                          | 19135      | 19200       | Ussel              | Haute-Dordogne                                                                      | CC Haute-Corrèze Communauté             | 11,45            | 340 (2022)                        | 30                 | modifier les données · modifier les données |
| Meymac                          | 19136      | 19250       | Ussel              | Plateau de Millevaches                                                              | CC Haute-Corrèze Communauté             | 87,15            | 2 326 (2022)                      | 27                 | modifier les données · modifier les données |
| Meyrignac-l'Église              | 19137      | 19800       | Ussel              | Naves                                                                               | CC de Ventadour - Égletons - Monédières | 10,22            | 63 (2022)                         | 6,2                | modifier les données · modifier les données |
| Meyssac                         | 19138      | 19500       | Brive-la-Gaillarde | Midi Corrézien                                                                      | CC Midi Corrézien                       | 11,56            | 1 290 (2022)                      | 112                | modifier les données · modifier les données |
| Millevaches                     | 19139      | 19290       | Ussel              | Plateau de Millevaches                                                              | CC Haute-Corrèze Communauté             | 11,54            | 77 (2022)                         | 6,7                | modifier les données · modifier les données |
| Monceaux-sur-Dordogne           | 19140      | 19400       | Tulle              | Argentat-sur-Dordogne                                                               | CC Xaintrie Val'Dordogne                | 36,93            | 630 (2022)                        | 17                 | modifier les données · modifier les données |
| Monestier-Merlines              | 19141      | 19340       | Ussel              | Ussel                                                                               | CC Haute-Corrèze Communauté             | 9,48             | 292 (2022)                        | 31                 | modifier les données · modifier les données |
| Monestier-Port-Dieu             | 19142      | 19110       | Ussel              | Haute-Dordogne                                                                      | CC Haute-Corrèze Communauté             | 18,00            | 133 (2022)                        | 7,4                | modifier les données · modifier les données |
| Montaignac-sur-Doustre          | 19143      | 19300       | Ussel              | Égletons                                                                            | CC de Ventadour - Égletons - Monédières | 32,70            | 634 (2022)                        | 19                 | modifier les données · modifier les données |
| Montgibaud                      | 19144      | 19210       | Brive-la-Gaillarde | Uzerche                                                                             | CC du Pays de Lubersac-Pompadour        | 13,99            | 251 (2022)                        | 18                 | modifier les données · modifier les données |
| Moustier-Ventadour              | 19145      | 19300       | Ussel              | Égletons                                                                            | CC de Ventadour - Égletons - Monédières | 29,85            | 430 (2022)                        | 14                 | modifier les données · modifier les données |
| Naves                           | 19146      | 19460       | Tulle              | Naves                                                                               | CA Tulle Agglo                          | 35,93            | 2 318 (2022)                      | 65                 | modifier les données · modifier les données |
| Nespouls                        | 19147      | 19600       | Brive-la-Gaillarde | Saint-Pantaléon-de-Larche                                                           | CA du Bassin de Brive                   | 20,14            | 641 (2022)                        | 32                 | modifier les données · modifier les données |
| Neuvic                          | 19148      | 19160       | Ussel              | Haute-Dordogne                                                                      | CC Haute-Corrèze Communauté             | 72,88            | 1 597 (2022)                      | 22                 | modifier les données · modifier les données |
| Neuville                        | 19149      | 19380       | Tulle              | Argentat-sur-Dordogne                                                               | CC Xaintrie Val'Dordogne                | 14,29            | 203 (2022)                        | 14                 | modifier les données · modifier les données |
| Noailhac                        | 19150      | 19500       | Brive-la-Gaillarde | Midi Corrézien                                                                      | CC Midi Corrézien                       | 13,51            | 351 (2022)                        | 26                 | modifier les données · modifier les données |
| Noailles                        | 19151      | 19600       | Brive-la-Gaillarde | Saint-Pantaléon-de-Larche                                                           | CA du Bassin de Brive                   | 12,57            | 945 (2022)                        | 75                 | modifier les données · modifier les données |
| Nonards                         | 19152      | 19120       | Brive-la-Gaillarde | Midi Corrézien                                                                      | CC Midi Corrézien                       | 11,10            | 478 (2022)                        | 43                 | modifier les données · modifier les données |
| Objat                           | 19153      | 19130       | Brive-la-Gaillarde | L'Yssandonnais                                                                      | CA du Bassin de Brive                   | 9,57             | 3 737 (2022)                      | 390                | modifier les données · modifier les données |
| Orgnac-sur-Vézère               | 19154      | 19410       | Tulle              | Allassac                                                                            | CC du Pays d'Uzerche                    | 18,76            | 321 (2022)                        | 17                 | modifier les données · modifier les données |
| Orliac-de-Bar                   | 19155      | 19390       | Tulle              | Naves                                                                               | CA Tulle Agglo                          | 14,97            | 256 (2022)                        | 17                 | modifier les données · modifier les données |
| Palazinges                      | 19156      | 19190       | Brive-la-Gaillarde | Midi Corrézien                                                                      | CC Midi Corrézien                       | 5,25             | 167 (2022)                        | 32                 | modifier les données · modifier les données |
| Palisse                         | 19157      | 19160       | Ussel              | Haute-Dordogne                                                                      | CC Haute-Corrèze Communauté             | 32,89            | 220 (2022)                        | 6,7                | modifier les données · modifier les données |
| Pandrignes                      | 19158      | 19150       | Tulle              | Sainte-Fortunade                                                                    | CA Tulle Agglo                          | 8,45             | 167 (2022)                        | 20                 | modifier les données · modifier les données |
| Péret-Bel-Air                   | 19159      | 19300       | Ussel              | Plateau de Millevaches                                                              | CC de Ventadour - Égletons - Monédières | 15,49            | 84 (2022)                         | 5,4                | modifier les données · modifier les données |
| Pérols-sur-Vézère               | 19160      | 19170       | Ussel              | Plateau de Millevaches                                                              | CC Haute-Corrèze Communauté             | 46,98            | 199 (2022)                        | 4,2                | modifier les données · modifier les données |
| Perpezac-le-Blanc               | 19161      | 19310       | Brive-la-Gaillarde | L'Yssandonnais                                                                      | CA du Bassin de Brive                   | 19,42            | 431 (2022)                        | 22                 | modifier les données · modifier les données |
| Perpezac-le-Noir                | 19162      | 19410       | Tulle              | Allassac                                                                            | CC du Pays d'Uzerche                    | 24,79            | 1 254 (2022)                      | 51                 | modifier les données · modifier les données |
| Le Pescher                      | 19163      | 19190       | Brive-la-Gaillarde | Midi Corrézien                                                                      | CC Midi Corrézien                       | 11,18            | 358 (2022)                        | 32                 | modifier les données · modifier les données |
| Peyrelevade                     | 19164      | 19290       | Ussel              | Plateau de Millevaches                                                              | CC Haute-Corrèze Communauté             | 66,43            | 831 (2022)                        | 13                 | modifier les données · modifier les données |
| Peyrissac                       | 19165      | 19260       | Tulle              | Seilhac-Monédières                                                                  | CC Vézère-Monédières-Millesources       | 5,89             | 127 (2022)                        | 22                 | modifier les données · modifier les données |
| Pierrefitte                     | 19166      | 19450       | Tulle              | Seilhac-Monédières                                                                  | CA Tulle Agglo                          | 10,01            | 93 (2022)                         | 9,3                | modifier les données · modifier les données |
| Pradines                        | 19168      | 19170       | Tulle              | Plateau de Millevaches                                                              | CC Vézère-Monédières-Millesources       | 19,59            | 86 (2022)                         | 4,4                | modifier les données · modifier les données |
| Puy-d'Arnac                     | 19169      | 19120       | Brive-la-Gaillarde | Midi Corrézien                                                                      | CC Midi Corrézien                       | 12,27            | 293 (2022)                        | 24                 | modifier les données · modifier les données |
| Queyssac-les-Vignes             | 19170      | 19120       | Brive-la-Gaillarde | Midi Corrézien                                                                      | CC Midi Corrézien                       | 11,13            | 235 (2022)                        | 21                 | modifier les données · modifier les données |
| Reygade                         | 19171      | 19430       | Tulle              | Argentat-sur-Dordogne                                                               | CC Xaintrie Val'Dordogne                | 13,94            | 181 (2022)                        | 13                 | modifier les données · modifier les données |
| Rilhac-Treignac                 | 19172      | 19260       | Tulle              | Seilhac-Monédières                                                                  | CC Vézère-Monédières-Millesources       | 9,42             | 116 (2022)                        | 12                 | modifier les données · modifier les données |
| Rilhac-Xaintrie                 | 19173      | 19220       | Tulle              | Argentat-sur-Dordogne                                                               | CC Xaintrie Val'Dordogne                | 25,31            | 306 (2022)                        | 12                 | modifier les données · modifier les données |
| La Roche-Canillac               | 19174      | 19320       | Tulle              | Sainte-Fortunade                                                                    | CA Tulle Agglo                          | 3,02             | 127 (2022)                        | 42                 | modifier les données · modifier les données |
| Roche-le-Peyroux                | 19175      | 19160       | Ussel              | Haute-Dordogne                                                                      | CC Haute-Corrèze Communauté             | 7,15             | 98 (2022)                         | 14                 | modifier les données · modifier les données |
| Rosiers-d'Égletons              | 19176      | 19300       | Ussel              | Égletons                                                                            | CC de Ventadour - Égletons - Monédières | 38,18            | 1 087 (2022)                      | 28                 | modifier les données · modifier les données |
| Rosiers-de-Juillac              | 19177      | 19350       | Brive-la-Gaillarde | L'Yssandonnais                                                                      | CA du Bassin de Brive                   | 9,85             | 175 (2022)                        | 18                 | modifier les données · modifier les données |
| Sadroc                          | 19178      | 19270       | Brive-la-Gaillarde | Allassac                                                                            | CA du Bassin de Brive                   | 19,26            | 1 000 (2022)                      | 52                 | modifier les données · modifier les données |
| Saillac                         | 19179      | 19500       | Brive-la-Gaillarde | Midi Corrézien                                                                      | CC Midi Corrézien                       | 4,25             | 210 (2022)                        | 49                 | modifier les données · modifier les données |
| Saint-Angel                     | 19180      | 19200       | Ussel              | Plateau de Millevaches                                                              | CC Haute-Corrèze Communauté             | 47,54            | 705 (2022)                        | 15                 | modifier les données · modifier les données |
| Saint-Augustin                  | 19181      | 19390       | Tulle              | Naves                                                                               | CA Tulle Agglo                          | 29,31            | 417 (2022)                        | 14                 | modifier les données · modifier les données |
| Saint-Aulaire                   | 19182      | 19130       | Brive-la-Gaillarde | L'Yssandonnais                                                                      | CA du Bassin de Brive                   | 10,79            | 769 (2022)                        | 71                 | modifier les données · modifier les données |
| Saint-Bazile-de-Meyssac         | 19184      | 19500       | Brive-la-Gaillarde | Midi Corrézien                                                                      | CC Midi Corrézien                       | 4,47             | 137 (2022)                        | 31                 | modifier les données · modifier les données |
| Saint-Bonnet-Elvert             | 19186      | 19380       | Tulle              | Argentat-sur-Dordogne                                                               | CC Xaintrie Val'Dordogne                | 18,37            | 226 (2022)                        | 12                 | modifier les données · modifier les données |
| Saint-Bonnet-l'Enfantier        | 19188      | 19410       | Brive-la-Gaillarde | Allassac                                                                            | CA du Bassin de Brive                   | 11,78            | 413 (2022)                        | 35                 | modifier les données · modifier les données |
| Saint-Bonnet-la-Rivière         | 19187      | 19130       | Brive-la-Gaillarde | L'Yssandonnais                                                                      | CA du Bassin de Brive                   | 10,11            | 404 (2022)                        | 40                 | modifier les données · modifier les données |
| Saint-Bonnet-les-Tours-de-Merle | 19189      | 19430       | Tulle              | Argentat-sur-Dordogne                                                               | CC Xaintrie Val'Dordogne                | 5,94             | 40 (2022)                         | 6,7                | modifier les données · modifier les données |
| Saint-Bonnet-près-Bort          | 19190      | 19200       | Ussel              | Haute-Dordogne                                                                      | CC Haute-Corrèze Communauté             | 17,14            | 188 (2022)                        | 11                 | modifier les données · modifier les données |
| Saint-Cernin-de-Larche          | 19191      | 19600       | Brive-la-Gaillarde | Saint-Pantaléon-de-Larche                                                           | CA du Bassin de Brive                   | 9,15             | 678 (2022)                        | 74                 | modifier les données · modifier les données |
| Saint-Chamant                   | 19192      | 19380       | Tulle              | Argentat-sur-Dordogne                                                               | CC Xaintrie Val'Dordogne                | 14,05            | 480 (2022)                        | 34                 | modifier les données · modifier les données |
| Saint-Cirgues-la-Loutre         | 19193      | 19220       | Tulle              | Argentat-sur-Dordogne                                                               | CC Xaintrie Val'Dordogne                | 18,41            | 179 (2022)                        | 9,7                | modifier les données · modifier les données |
| Saint-Clément                   | 19194      | 19700       | Tulle              | Seilhac-Monédières                                                                  | CA Tulle Agglo                          | 26,56            | 1 383 (2022)                      | 52                 | modifier les données · modifier les données |
| Saint-Cyprien                   | 19195      | 19130       | Brive-la-Gaillarde | L'Yssandonnais                                                                      | CA du Bassin de Brive                   | 7,86             | 393 (2022)                        | 50                 | modifier les données · modifier les données |
| Saint-Cyr-la-Roche              | 19196      | 19130       | Brive-la-Gaillarde | L'Yssandonnais                                                                      | CA du Bassin de Brive                   | 8,24             | 458 (2022)                        | 56                 | modifier les données · modifier les données |
| Saint-Éloy-les-Tuileries        | 19198      | 19210       | Brive-la-Gaillarde | Uzerche                                                                             | CC du Pays de Saint-Yrieix              | 9,13             | 111 (2022)                        | 12                 | modifier les données · modifier les données |
| Saint-Étienne-aux-Clos          | 19199      | 19200       | Ussel              | Haute-Dordogne                                                                      | CC Haute-Corrèze Communauté             | 34,78            | 245 (2022)                        | 7,0                | modifier les données · modifier les données |
| Saint-Étienne-la-Geneste        | 19200      | 19160       | Ussel              | Haute-Dordogne                                                                      | CC Haute-Corrèze Communauté             | 5,01             | 87 (2022)                         | 17                 | modifier les données · modifier les données |
| Saint-Exupéry-les-Roches        | 19201      | 19200       | Ussel              | Haute-Dordogne                                                                      | CC Haute-Corrèze Communauté             | 37,00            | 592 (2022)                        | 16                 | modifier les données · modifier les données |
| Saint-Fréjoux                   | 19204      | 19200       | Ussel              | Haute-Dordogne                                                                      | CC Haute-Corrèze Communauté             | 24,93            | 263 (2022)                        | 11                 | modifier les données · modifier les données |
| Saint-Geniez-ô-Merle            | 19205      | 19220       | Tulle              | Argentat-sur-Dordogne                                                               | CC Xaintrie Val'Dordogne                | 15,83            | 91 (2022)                         | 5,7                | modifier les données · modifier les données |
| Saint-Germain-Lavolps           | 19206      | 19290       | Ussel              | Plateau de Millevaches                                                              | CC Haute-Corrèze Communauté             | 21,89            | 101 (2022)                        | 4,6                | modifier les données · modifier les données |
| Saint-Germain-les-Vergnes       | 19207      | 19330       | Tulle              | Naves                                                                               | CA Tulle Agglo                          | 19,15            | 1 149 (2022)                      | 60                 | modifier les données · modifier les données |
| Saint-Hilaire-Foissac           | 19208      | 19550       | Ussel              | Égletons                                                                            | CC de Ventadour - Égletons - Monédières | 36,92            | 191 (2022)                        | 5,2                | modifier les données · modifier les données |
| Saint-Hilaire-les-Courbes       | 19209      | 19170       | Tulle              | Seilhac-Monédières                                                                  | CC Vézère-Monédières-Millesources       | 36,36            | 173 (2022)                        | 4,8                | modifier les données · modifier les données |
| Saint-Hilaire-Luc               | 19210      | 19160       | Ussel              | Haute-Dordogne                                                                      | CC Haute-Corrèze Communauté             | 10,84            | 65 (2022)                         | 6,0                | modifier les données · modifier les données |
| Saint-Hilaire-Peyroux           | 19211      | 19560       | Tulle              | Naves                                                                               | CA Tulle Agglo                          | 18,89            | 997 (2022)                        | 53                 | modifier les données · modifier les données |
| Saint-Hilaire-Taurieux          | 19212      | 19400       | Tulle              | Argentat-sur-Dordogne                                                               | CC Xaintrie Val'Dordogne                | 8,61             | 95 (2022)                         | 11                 | modifier les données · modifier les données |
| Saint-Jal                       | 19213      | 19700       | Tulle              | Seilhac-Monédières                                                                  | CA Tulle Agglo                          | 26,55            | 599 (2022)                        | 23                 | modifier les données · modifier les données |
| Saint-Julien-aux-Bois           | 19214      | 19220       | Tulle              | Argentat-sur-Dordogne                                                               | CC Xaintrie Val'Dordogne                | 44,09            | 435 (2022)                        | 9,9                | modifier les données · modifier les données |
| Saint-Julien-le-Pèlerin         | 19215      | 19430       | Tulle              | Argentat-sur-Dordogne                                                               | CC Xaintrie Val'Dordogne                | 15,40            | 116 (2022)                        | 7,5                | modifier les données · modifier les données |
| Saint-Julien-le-Vendômois       | 19216      | 19210       | Brive-la-Gaillarde | Uzerche                                                                             | CC du Pays de Lubersac-Pompadour        | 23,29            | 239 (2022)                        | 10                 | modifier les données · modifier les données |
| Saint-Julien-Maumont            | 19217      | 19500       | Brive-la-Gaillarde | Midi Corrézien                                                                      | CC Midi Corrézien                       | 6,21             | 173 (2022)                        | 28                 | modifier les données · modifier les données |
| Saint-Martial-de-Gimel          | 19220      | 19150       | Tulle              | Sainte-Fortunade                                                                    | CA Tulle Agglo                          | 24,04            | 485 (2022)                        | 20                 | modifier les données · modifier les données |
| Saint-Martial-Entraygues        | 19221      | 19400       | Tulle              | Argentat-sur-Dordogne                                                               | CC Xaintrie Val'Dordogne                | 7,39             | 105 (2022)                        | 14                 | modifier les données · modifier les données |
| Saint-Martin-la-Méanne          | 19222      | 19320       | Tulle              | Sainte-Fortunade                                                                    | CC Xaintrie Val'Dordogne                | 27,70            | 345 (2022)                        | 12                 | modifier les données · modifier les données |
| Saint-Merd-de-Lapleau           | 19225      | 19320       | Ussel              | Égletons                                                                            | CC de Ventadour - Égletons - Monédières | 24,50            | 193 (2022)                        | 7,9                | modifier les données · modifier les données |
| Saint-Merd-les-Oussines         | 19226      | 19170       | Ussel              | Plateau de Millevaches                                                              | CC Haute-Corrèze Communauté             | 42,46            | 109 (2022)                        | 2,6                | modifier les données · modifier les données |
| Saint-Mexant                    | 19227      | 19330       | Tulle              | Naves                                                                               | CA Tulle Agglo                          | 18,64            | 1 331 (2022)                      | 71                 | modifier les données · modifier les données |
| Saint-Pantaléon-de-Lapleau      | 19228      | 19160       | Ussel              | Haute-Dordogne                                                                      | CC Haute-Corrèze Communauté             | 8,46             | 64 (2022)                         | 7,6                | modifier les données · modifier les données |
| Saint-Pantaléon-de-Larche       | 19229      | 19600       | Brive-la-Gaillarde | Saint-Pantaléon-de-Larche                                                           | CA du Bassin de Brive                   | 23,47            | 5 006 (2022)                      | 213                | modifier les données · modifier les données |
| Saint-Pardoux-l'Ortigier        | 19234      | 19270       | Brive-la-Gaillarde | Allassac                                                                            | CA du Bassin de Brive                   | 12,98            | 486 (2022)                        | 37                 | modifier les données · modifier les données |
| Saint-Pardoux-la-Croisille      | 19231      | 19320       | Tulle              | Sainte-Fortunade                                                                    | CA Tulle Agglo                          | 16,36            | 175 (2022)                        | 11                 | modifier les données · modifier les données |
| Saint-Pardoux-le-Neuf           | 19232      | 19200       | Ussel              | Ussel                                                                               | CC Haute-Corrèze Communauté             | 10,54            | 81 (2022)                         | 7,7                | modifier les données · modifier les données |
| Saint-Pardoux-le-Vieux          | 19233      | 19200       | Ussel              | Plateau de Millevaches                                                              | CC Haute-Corrèze Communauté             | 15,80            | 293 (2022)                        | 19                 | modifier les données · modifier les données |
| Saint-Paul                      | 19235      | 19150       | Tulle              | Sainte-Fortunade                                                                    | CA Tulle Agglo                          | 14,10            | 237 (2022)                        | 17                 | modifier les données · modifier les données |
| Saint-Priest-de-Gimel           | 19236      | 19800       | Tulle              | Sainte-Fortunade                                                                    | CA Tulle Agglo                          | 17,68            | 479 (2022)                        | 27                 | modifier les données · modifier les données |
| Saint-Privat                    | 19237      | 19220       | Tulle              | Argentat-sur-Dordogne                                                               | CC Xaintrie Val'Dordogne                | 32,85            | 1 038 (2022)                      | 32                 | modifier les données · modifier les données |
| Saint-Rémy                      | 19238      | 19290       | Ussel              | Plateau de Millevaches                                                              | CC Haute-Corrèze Communauté             | 30,96            | 236 (2022)                        | 7,6                | modifier les données · modifier les données |
| Saint-Robert                    | 19239      | 19310       | Brive-la-Gaillarde | L'Yssandonnais                                                                      | CA du Bassin de Brive                   | 6,08             | 294 (2022)                        | 48                 | modifier les données · modifier les données |
| Saint-Salvadour                 | 19240      | 19700       | Tulle              | Seilhac-Monédières                                                                  | CA Tulle Agglo                          | 19,47            | 317 (2022)                        | 16                 | modifier les données · modifier les données |
| Saint-Setiers                   | 19241      | 19290       | Ussel              | Plateau de Millevaches                                                              | CC Haute-Corrèze Communauté             | 46,78            | 266 (2022)                        | 5,7                | modifier les données · modifier les données |
| Saint-Solve                     | 19242      | 19130       | Brive-la-Gaillarde | L'Yssandonnais                                                                      | CA du Bassin de Brive                   | 5,84             | 451 (2022)                        | 77                 | modifier les données · modifier les données |
| Saint-Sornin-Lavolps            | 19243      | 19230       | Brive-la-Gaillarde | Uzerche                                                                             | CC du Pays de Lubersac-Pompadour        | 15,36            | 846 (2022)                        | 55                 | modifier les données · modifier les données |
| Saint-Sulpice-les-Bois          | 19244      | 19250       | Ussel              | Plateau de Millevaches                                                              | CC Haute-Corrèze Communauté             | 22,92            | 78 (2022)                         | 3,4                | modifier les données · modifier les données |
| Saint-Sylvain                   | 19245      | 19380       | Tulle              | Argentat-sur-Dordogne                                                               | CC Xaintrie Val'Dordogne                | 7,49             | 132 (2022)                        | 18                 | modifier les données · modifier les données |
| Saint-Viance                    | 19246      | 19240       | Brive-la-Gaillarde | Allassac                                                                            | CA du Bassin de Brive                   | 16,23            | 1 888 (2022)                      | 116                | modifier les données · modifier les données |
| Saint-Victour                   | 19247      | 19200       | Ussel              | Haute-Dordogne                                                                      | CC Haute-Corrèze Communauté             | 14,79            | 194 (2022)                        | 13                 | modifier les données · modifier les données |
| Saint-Yrieix-le-Déjalat         | 19249      | 19300       | Ussel              | Égletons                                                                            | CC de Ventadour - Égletons - Monédières | 40,33            | 329 (2022)                        | 8,2                | modifier les données · modifier les données |
| Sainte-Féréole                  | 19202      | 19270       | Brive-la-Gaillarde | Allassac                                                                            | CA du Bassin de Brive                   | 35,58            | 2 060 (2022)                      | 58                 | modifier les données · modifier les données |
| Sainte-Fortunade                | 19203      | 19490       | Tulle              | Sainte-Fortunade                                                                    | CA Tulle Agglo                          | 38,31            | 1 793 (2022)                      | 47                 | modifier les données · modifier les données |
| Sainte-Marie-Lapanouze          | 19219      | 19160       | Ussel              | Haute-Dordogne                                                                      | CC Haute-Corrèze Communauté             | 6,63             | 60 (2022)                         | 9,0                | modifier les données · modifier les données |
| Salon-la-Tour                   | 19250      | 19510       | Tulle              | Uzerche                                                                             | CC du Pays d'Uzerche                    | 43,01            | 679 (2022)                        | 16                 | modifier les données · modifier les données |
| Sarran                          | 19251      | 19800       | Ussel              | Égletons                                                                            | CC de Ventadour - Égletons - Monédières | 26,09            | 274 (2022)                        | 11                 | modifier les données · modifier les données |
| Sarroux - Saint Julien          | 19252      | 19110       | Ussel              | Haute-Dordogne                                                                      | CC Haute-Corrèze Communauté             | 54,39            | 867 (2022)                        | 16                 | modifier les données · modifier les données |
| Segonzac                        | 19253      | 19310       | Brive-la-Gaillarde | L'Yssandonnais                                                                      | CA du Bassin de Brive                   | 20,21            | 201 (2022)                        | 9,9                | modifier les données · modifier les données |
| Ségur-le-Château                | 19254      | 19230       | Brive-la-Gaillarde | Uzerche                                                                             | CC du Pays de Saint-Yrieix              | 9,48             | 202 (2022)                        | 21                 | modifier les données · modifier les données |
| Seilhac                         | 19255      | 19700       | Tulle              | Seilhac-Monédières                                                                  | CA Tulle Agglo                          | 25,75            | 1 814 (2022)                      | 70                 | modifier les données · modifier les données |
| Sérandon                        | 19256      | 19160       | Ussel              | Haute-Dordogne                                                                      | CC Haute-Corrèze Communauté             | 34,48            | 344 (2022)                        | 10,0               | modifier les données · modifier les données |
| Sérilhac                        | 19257      | 19190       | Brive-la-Gaillarde | Midi Corrézien                                                                      | CC Midi Corrézien                       | 12,53            | 273 (2022)                        | 22                 | modifier les données · modifier les données |
| Servières-le-Château            | 19258      | 19220       | Tulle              | Argentat-sur-Dordogne                                                               | CC Xaintrie Val'Dordogne                | 24,24            | 568 (2022)                        | 23                 | modifier les données · modifier les données |
| Sexcles                         | 19259      | 19430       | Tulle              | Argentat-sur-Dordogne                                                               | CC Xaintrie Val'Dordogne                | 25,91            | 229 (2022)                        | 8,8                | modifier les données · modifier les données |
| Sioniac                         | 19260      | 19120       | Brive-la-Gaillarde | Midi Corrézien                                                                      | CC Midi Corrézien                       | 10,60            | 237 (2022)                        | 22                 | modifier les données · modifier les données |
| Sornac                          | 19261      | 19290       | Ussel              | Plateau de Millevaches                                                              | CC Haute-Corrèze Communauté             | 59,48            | 773 (2022)                        | 13                 | modifier les données · modifier les données |
| Soudaine-Lavinadière            | 19262      | 19370       | Tulle              | Seilhac-Monédières                                                                  | CC Vézère-Monédières-Millesources       | 21,86            | 143 (2022)                        | 6,5                | modifier les données · modifier les données |
| Soudeilles                      | 19263      | 19300       | Ussel              | Plateau de Millevaches                                                              | CC de Ventadour - Égletons - Monédières | 20,39            | 297 (2022)                        | 15                 | modifier les données · modifier les données |
| Soursac                         | 19264      | 19550       | Ussel              | Égletons                                                                            | CC Haute-Corrèze Communauté             | 42,80            | 520 (2022)                        | 12                 | modifier les données · modifier les données |
| Tarnac                          | 19265      | 19170       | Tulle              | Plateau de Millevaches                                                              | CC Vézère-Monédières-Millesources       | 67,46            | 338 (2022)                        | 5,0                | modifier les données · modifier les données |
| Thalamy                         | 19266      | 19200       | Ussel              | Haute-Dordogne                                                                      | CC Haute-Corrèze Communauté             | 11,84            | 104 (2022)                        | 8,8                | modifier les données · modifier les données |
| Toy-Viam                        | 19268      | 19170       | Tulle              | Plateau de Millevaches                                                              | CC Vézère-Monédières-Millesources       | 9,93             | 35 (2022)                         | 3,5                | modifier les données · modifier les données |
| Treignac                        | 19269      | 19260       | Tulle              | Seilhac-Monédières                                                                  | CC Vézère-Monédières-Millesources       | 36,73            | 1 258 (2022)                      | 34                 | modifier les données · modifier les données |
| Troche                          | 19270      | 19230       | Brive-la-Gaillarde | Allassac                                                                            | CC du Pays de Lubersac-Pompadour        | 19,79            | 541 (2022)                        | 27                 | modifier les données · modifier les données |
| Les Trois-Saints                | 19248      | 19140 19210 | Tulle              | Uzerche                                                                             | CC du Pays d'Uzerche                    | 63,20            | 1 367 (2022)                      | 22                 | modifier les données · modifier les données |
| Tudeils                         | 19271      | 19120       | Brive-la-Gaillarde | Midi Corrézien                                                                      | CC Midi Corrézien                       | 9,55             | 266 (2022)                        | 28                 | modifier les données · modifier les données |
| Turenne                         | 19273      | 19500       | Brive-la-Gaillarde | Saint-Pantaléon-de-Larche                                                           | CA du Bassin de Brive                   | 28,03            | 803 (2022)                        | 29                 | modifier les données · modifier les données |
| Ussac                           | 19274      | 19270       | Brive-la-Gaillarde | Malemort                                                                            | CA du Bassin de Brive                   | 24,63            | 4 271 (2022)                      | 173                | modifier les données · modifier les données |
| Ussel                           | 19275      | 19200       | Ussel              | Ussel                                                                               | CC Haute-Corrèze Communauté             | 50,37            | 9 174 (2022)                      | 182                | modifier les données · modifier les données |
| Uzerche                         | 19276      | 19140       | Tulle              | Uzerche                                                                             | CC du Pays d'Uzerche                    | 23,85            | 2 806 (2022)                      | 118                | modifier les données · modifier les données |
| Valiergues                      | 19277      | 19200       | Ussel              | Haute-Dordogne                                                                      | CC Haute-Corrèze Communauté             | 13,13            | 151 (2022)                        | 12                 | modifier les données · modifier les données |
| Varetz                          | 19278      | 19240       | Brive-la-Gaillarde | Malemort                                                                            | CA du Bassin de Brive                   | 20,38            | 2 436 (2022)                      | 120                | modifier les données · modifier les données |
| Vars-sur-Roseix                 | 19279      | 19130       | Brive-la-Gaillarde | L'Yssandonnais                                                                      | CA du Bassin de Brive                   | 4,26             | 409 (2022)                        | 96                 | modifier les données · modifier les données |
| Végennes                        | 19280      | 19120       | Brive-la-Gaillarde | Midi Corrézien                                                                      | CC Midi Corrézien                       | 10,11            | 174 (2022)                        | 17                 | modifier les données · modifier les données |
| Veix                            | 19281      | 19260       | Tulle              | Seilhac-Monédières                                                                  | CC Vézère-Monédières-Millesources       | 22,14            | 74 (2022)                         | 3,3                | modifier les données · modifier les données |
| Veyrières                       | 19283      | 19200       | Ussel              | Haute-Dordogne                                                                      | CC Haute-Corrèze Communauté             | 4,10             | 82 (2022)                         | 20                 | modifier les données · modifier les données |
| Viam                            | 19284      | 19170       | Tulle              | Plateau de Millevaches                                                              | CC Vézère-Monédières-Millesources       | 29,99            | 85 (2022)                         | 2,8                | modifier les données · modifier les données |
| Vigeois                         | 19285      | 19410       | Tulle              | Allassac                                                                            | CC du Pays d'Uzerche                    | 43,25            | 1 295 (2022)                      | 30                 | modifier les données · modifier les données |
| Vignols                         | 19286      | 19130       | Brive-la-Gaillarde | L'Yssandonnais                                                                      | CA du Bassin de Brive                   | 15,41            | 529 (2022)                        | 34                 | modifier les données · modifier les données |
| Vitrac-sur-Montane              | 19287      | 19800       | Tulle              | Égletons                                                                            | CA Tulle Agglo                          | 27,24            | 239 (2022)                        | 8,8                | modifier les données · modifier les données |
| Voutezac                        | 19288      | 19130       | Brive-la-Gaillarde | L'Yssandonnais                                                                      | CA du Bassin de Brive                   | 22,38            | 1 243 (2022)                      | 56                 | modifier les données · modifier les données |
| Yssandon                        | 19289      | 19310       | Brive-la-Gaillarde | L'Yssandonnais                                                                      | CA du Bassin de Brive                   | 20,17            | 696 (2022)                        | 35                 | modifier les données · modifier les données |
| Corrèze                         | 19         |             |                    |                                                                                     |                                         | 5 857,00         | 240 120 (2022)                    | 41                 | modifier les données                        |